# Plaque diplomatique en Allemagne
 (août 2024).
Si vous disposez d'ouvrages ou d'articles de référence ou si vous connaissez des sites web de qualité traitant du thème abordé ici, merci de compléter l'article en donnant les références utiles à sa vérifiabilité et en les liant à la section « Notes et références ».
En Allemagne, les plaques d'immatriculation diplomatiques pour véhicules automobiles sont attribuées aux détenteurs de documents diplomatiques et elles diffèrent dans leur construction des plaques d'immatriculation dites ordinaires.

## Histoire et généralités
À la fin des années 1970, un système de codification des pays est introduit : chaque pays est représenté par un code à 2 ou 3 chiffres qui figure sur la plaque d'immatriculation. Les 153  premiers numéros de codes ont été attribués à des pays classés par ordre alphabétique. Cependant, certains chiffres ont été délibérément laissés vacants : 31 à 33, 40 à 43, 52 et 53.
Aujourd'hui, ce classement n'est plus vraiment alphabétique car certains pays ont changé de nom (Birmanie → Myanmar, URSS → Russie, etc.), certains pays n'existent plus (RDA, Yougoslavie) et d'autres pays ont été créés (Croatie, Lituanie, etc.) : soit les numéros vacants sont réattribués, soit la liste est allongée.
Les chiffres de 0 à 9 ne sont pas utilisés sur les plaques diplomatiques. 

Les chiffres 0 et 1 sont utilisés sur les plaques des véhicules du gouvernement fédéral : 0 - 1 pour le Président de l'Allemagne, 0 - 2 pour le Chancelier , 1 - 1 pour le Président du Parlement fédéral, etc. Il ne s'agit pas de plaques diplomatiques au sens propre du terme, comme celles décrites dans cet article. 
Les numéros de 10 à 169 et de 200 à 299 sont réservés pour les États. Ceux de 170 à 199 et de 300 à 399 sont attribués à des organisations internationales et intergouvernementales.

## Apparence et composition

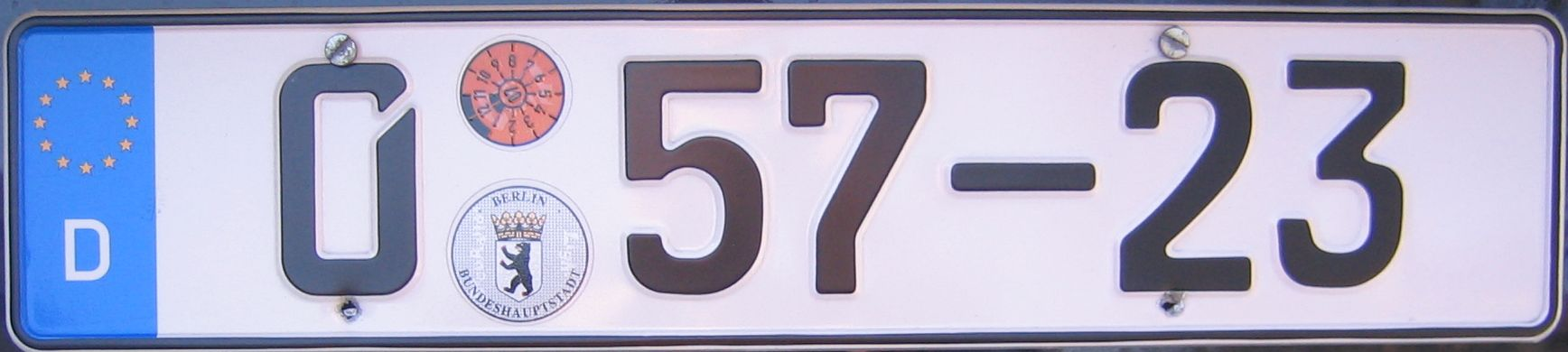
Plaque diplomatique de l'ambassade d'Indonésie

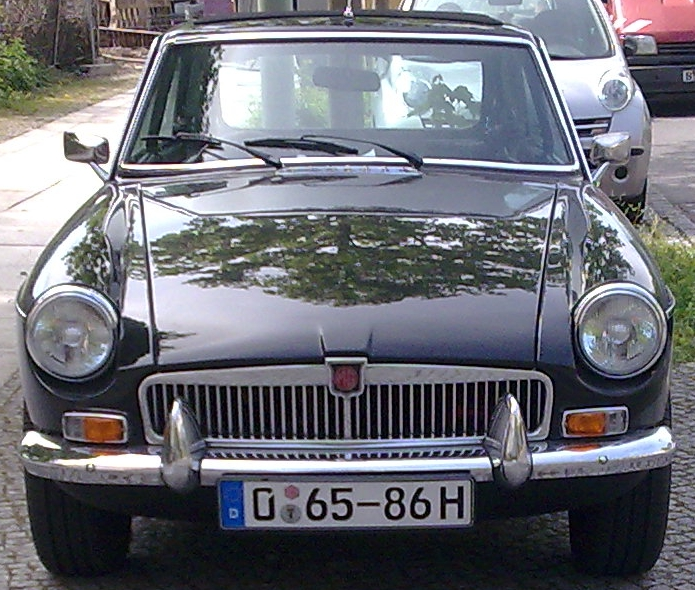
Plaque diplomatique italienne d'un véhicule de collection

Le numéro d'immatriculation d'un véhicule du corps diplomatique commence par le chiffre 0 (zéro) pour le personnel diplomatique (par exemple, l'ambassadeur) ou par l'identifiant territorial du district où l'ambassade est implantée (en général B pour Berlin ou BN pour Bonn) pour les autres employés de l'ambassade (par exemple, le personnel technique). Pour le Corps consulaire l'identifiant territorial est suivi d'un nombre composé de 3 à 5 chiffres, commençant toujours par 9.

Ces 3 types d'immatriculations sont détaillés ci-dessous.
L'usage d'un véhicule diplomatique est réservé au principal propriétaire du véhicule. Ainsi, par exemple, l'épouse allemande d'un ambassadeur étranger n'a pas le droit de prendre la voiture de son mari, car elle ne détient pas les privilèges et immunités diplomatiques attachés au véhicule. Les membres des familles des diplomates disposent de leurs propres véhicules privés et bénéficient d'une immunité partielle.

Les personnels subalternes d'une mission diplomatique, d'un poste consulaire ou d'une organisation internationale ou intergouvernementale ne bénéficient pas de plaques diplomatiques pour leurs véhicules, mais de plaques d'immatriculation normales.

La délivrance de plaques diplomatiques à un ressortissant allemand, par exemple le chef allemand d'une organisation internationale, est rare, mais pas impossible.
Si une plaque d'immatriculation diplomatique est volée (avec ou sans le véhicule) ou perdue, le même numéro est réattribué mais il se termine par la lettre A. On appelle ce numéro un « alias ». Si la plaque est encore volée, la lettre suivante de l'alphabet est utilisée, etc. La lettre H ne fait toutefois pas partie des lettres pouvant figurer sur des plaques « alias », ceci afin de ne pas créer de confusion entre ces plaques et les plaques des véhicules de collection, qui terminent elles aussi par un H.

### Corps diplomatique

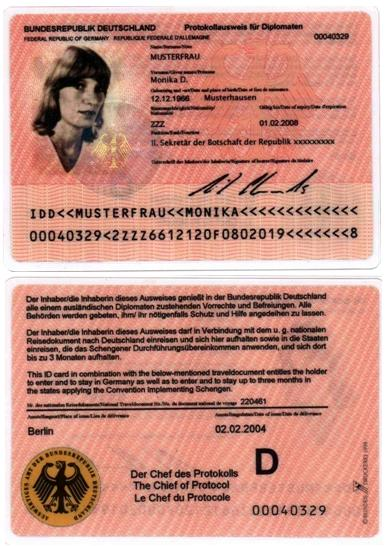
Carte protocolaire pour les diplomates et membres de leurs familles en Allemagne.

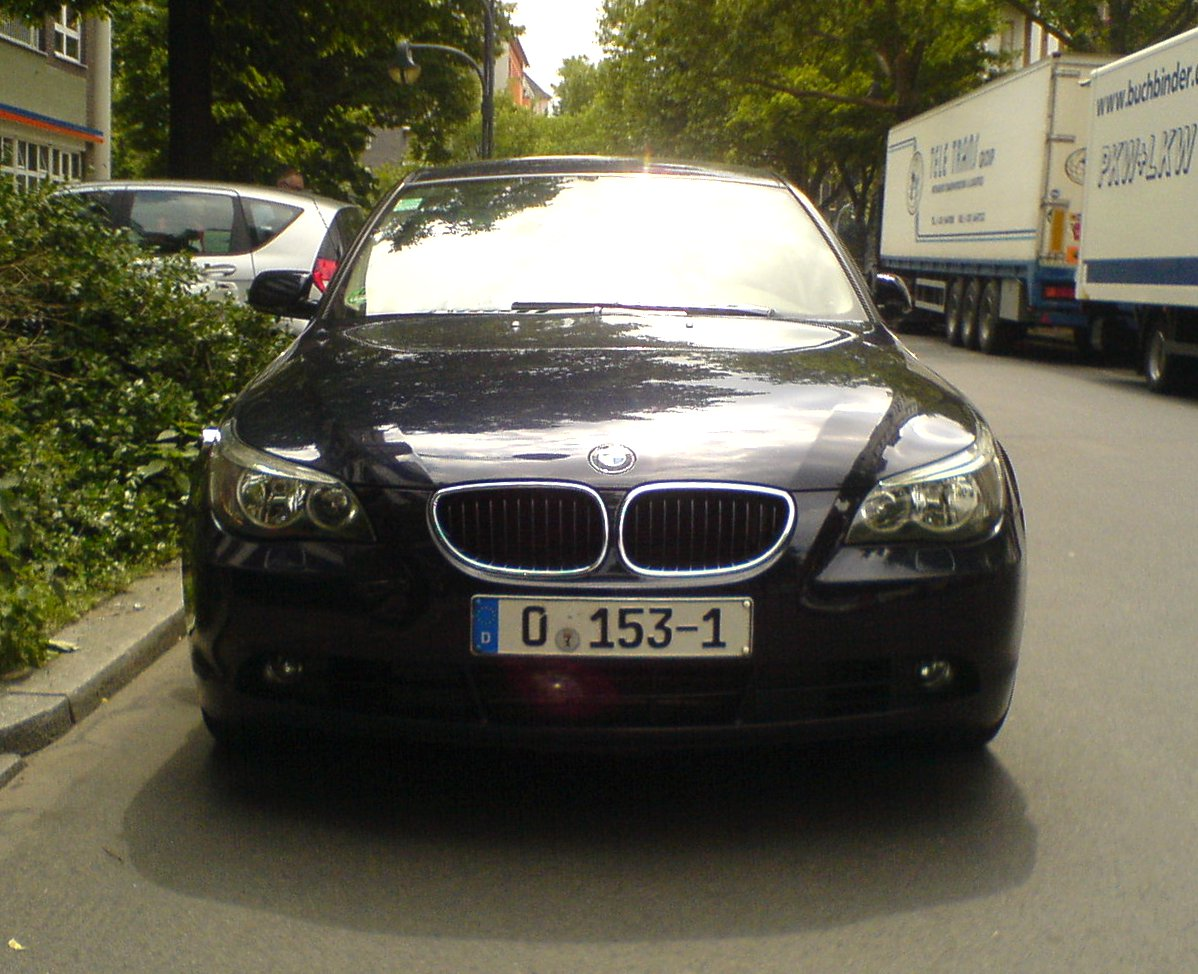
Véhicule de l'ambassadeur de Chypre en Allemagne

Seules les personnes ayant une carte protocolaire pour les diplomates peuvent obtenir ce type de plaque d'immatriculation. La lettre D figure au dos de ce document plastifié de couleur orange. Les détenteurs de ces cartes sont certains membres des ambassades, leurs familles ainsi que des membres des organisations internationales et intergouvernementales qui ne sont pas de nationalité allemande, lorsque de telles prérogatives peuvent leur être accordées.
La plaque commence toujours par le chiffre 0 (zéro) qui est suivi par le sceau officiel de la ville ou de l'arrondissement dans lequel l'ambassade se trouve et où le véhicule est immatriculé (généralement Berlin). Viennent ensuite deux chiffres séparés par un trait d'union. Le 1er correspond au code du pays (exemple : 45 pour la France) et le 2d à un numéro d'ordre. Moins celui-ci est élevé, plus le rang du diplomate est important. Ce chiffre va généralement de 1 à 199 avec des exceptions pour les États-Unis (1 à 500) et les Pays-Bas (1 à 299). Le chiffre 1 est habituellement réservé au véhicule de l'Ambassadeur ou du dirigeant de l'Organisation.

Exemples : 
- « 0 17-1 » correspond au véhicule de l'Ambassadeur des États-Unis ;
- « 0 153-1 » correspond au véhicule de l'Ambassadeur de Chypre (cf. photo ci-contre) ;
- « 0 182-... » correspond à un véhicule de la représentation en Allemagne de la Commission européenne.

Le véhicule doit en outre arborer un sigle supplémentaire à l'arrière :  (Corps Diplomatique).

### Personnels administratifs et techniques des ambassades

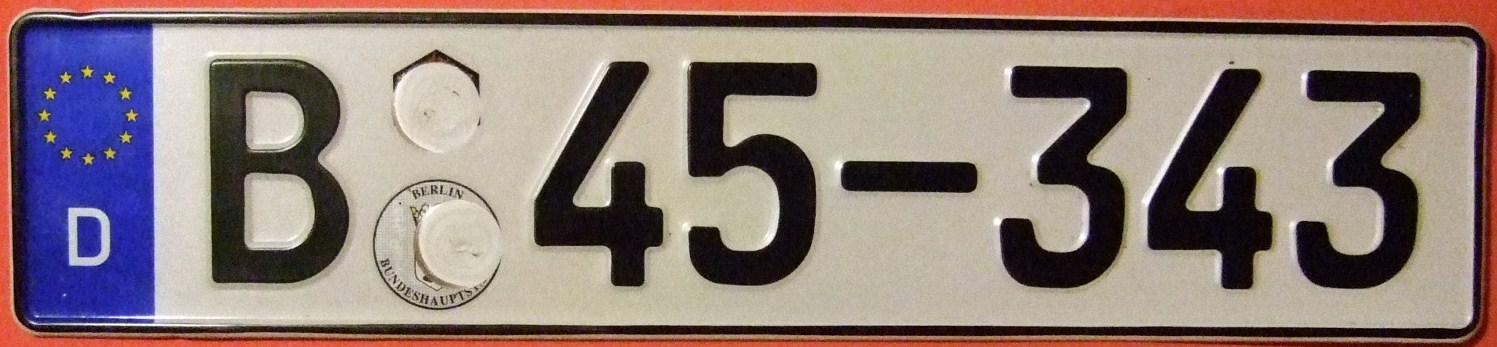
Plaque dépastillée du personnel administratif et technique de l'ambassade de France à Berlin

Par rapport aux plaques citées précédemment, le 0 (zéro) est remplacé par l'identifiant territorial du district dans lequel le véhicule est immatriculé. Généralement, le dernier chiffre figurant sur la plaque est compris entre 1 et 999 à Bonn et entre 300 et 999 à Berlin.
Ces immatriculations sont délivrées aux détenteurs de cartes protocolaires pour le personnel administratif des ambassades, des organisations internationales et des organisations intergouvernementales. Il s'agit de la même carte que les diplomates où la lettre D est remplacée par les lettres VB.

Exemple : 
- « B 17-323 » correspond à un véhicule utilisé par les personnels habilités de l'ambassade américaine à Berlin.

Le sigle CD ne doit pas figurer sur ces véhicules.

### Corps consulaire

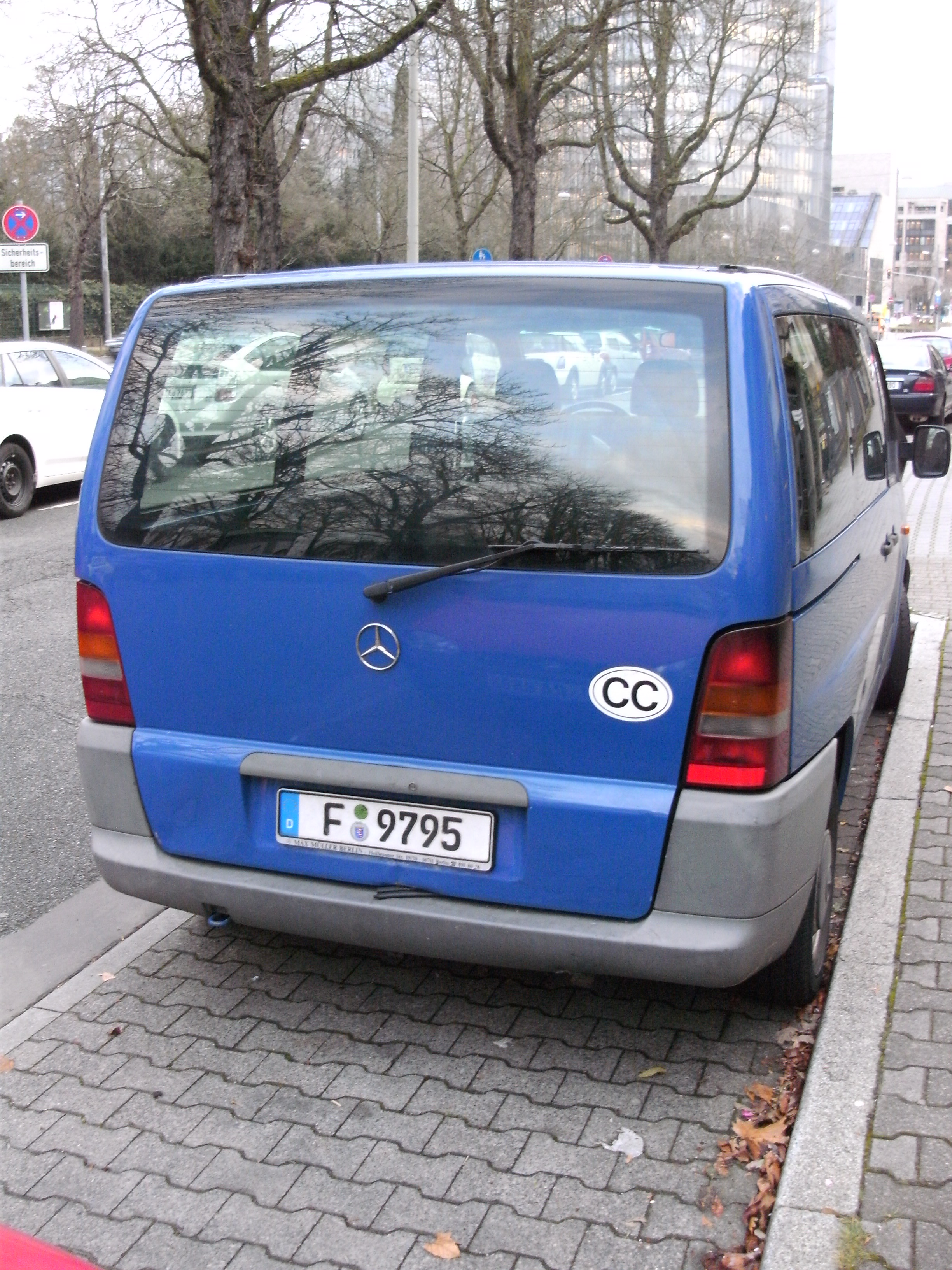
Véhicule de service d'un Consulat à Francfort

Ce type de plaque d'immatriculation débute par l'identifiant territorial qui est suivi de la vignette de contrôle technique et du sceau officiel. Vient ensuite un nombre de 3 à 5 chiffres qui commence toujours par 9. Il n'y a pas de code permettant d'identifier le pays d'appartenance, comme sur les deux autres types de plaques. À Berlin et à Bonn, ces plaques ne sont généralement pas utilisées.

Ces plaques d'immatriculation ne sont délivrées qu'aux membres d'un consulat.

Exemple : 
- « F-9.... » correspond à un véhicule de service d'un consulat situé à Francfort (cf. photo ci-contre).

Ces plaques sont délivrées aux détenteurs de cartes protocolaires pour personnel consulaire, identiques à celles des diplomates, à l'exception de la lettre K qui figure au verso.

Les numéros d'immatriculations des véhicules des consuls honoraires accrédités en Allemagne sont normaux, sans aucun signe particulier. Toutefois, comme ils sont des diplomates de carrière, ils ont le droit d'apposer sur leurs véhicules le sigle  (Corps consulaire).

### Membres du gouvernement allemand
Pour un article plus général, voir Plaque d'immatriculation allemande.

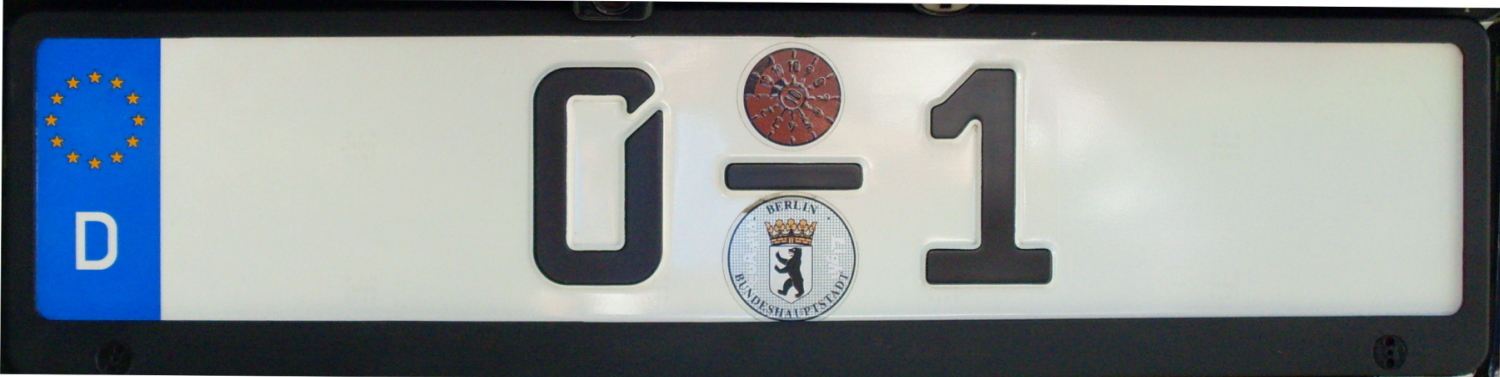
Plaque d'immatriculation du véhicule de service du Président fédéral allemand

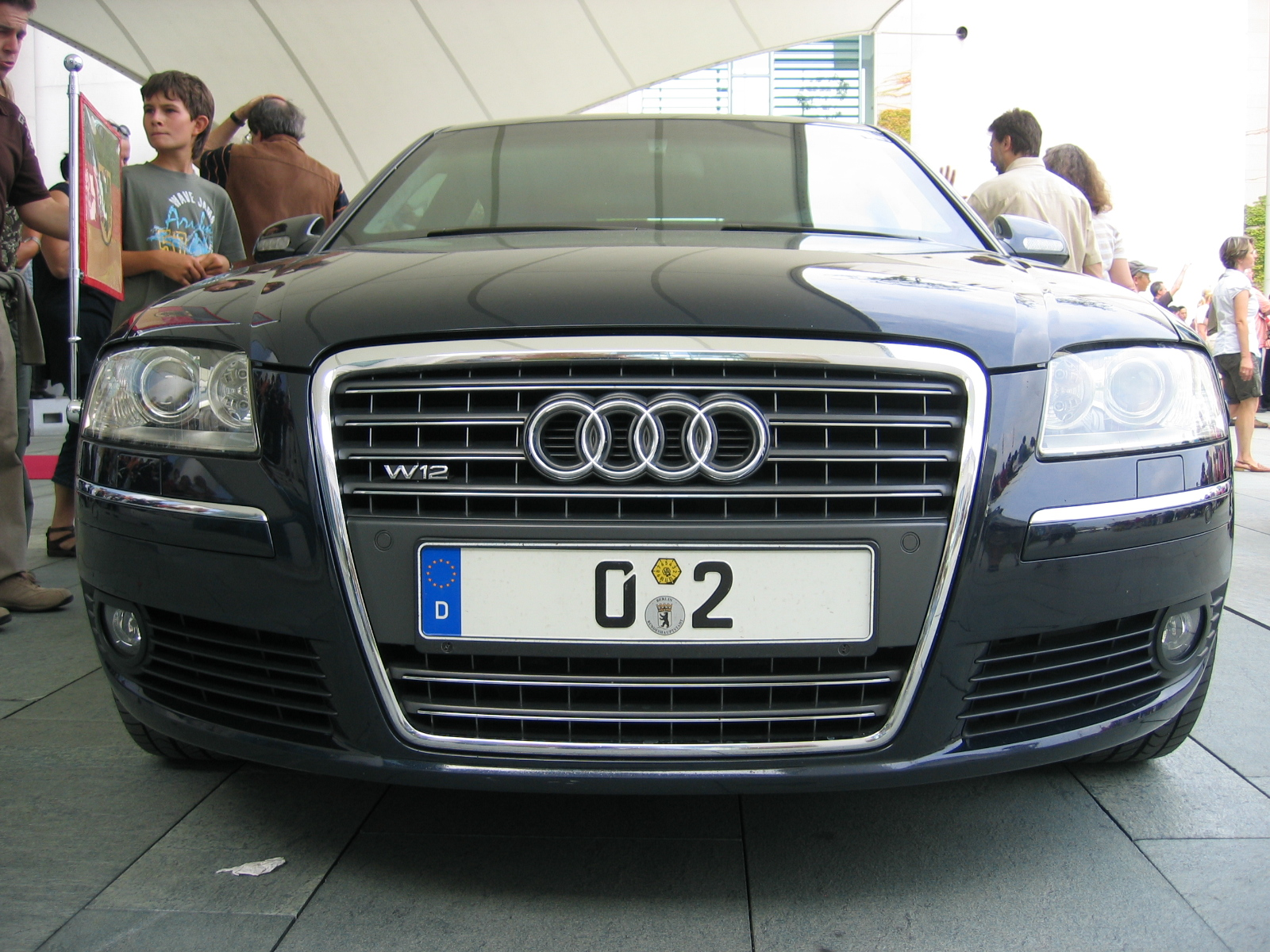
Véhicule du Chancelier avec plaque 0-2

En Allemagne, les véhicules des principaux membres du gouvernement ont des plaques spécifiques composées de deux chiffres: 
0-1 est attribué au Président
0-2 est attribué au Chancelier
0-3 est attribué au ministre des Affaires Étrangères
0-4 est attribué au secrétaire principal de l'Office des Affaires Étrangères 
1-1 est attribué au président du Bundestag
Les autres véhicules de l'État arborent des plaques non diplomatiques commençant par l'acronyme BD suivi de un ou deux chiffres précisant le service auquel le véhicule est rattaché.

## Liste des codes attribués aux pays

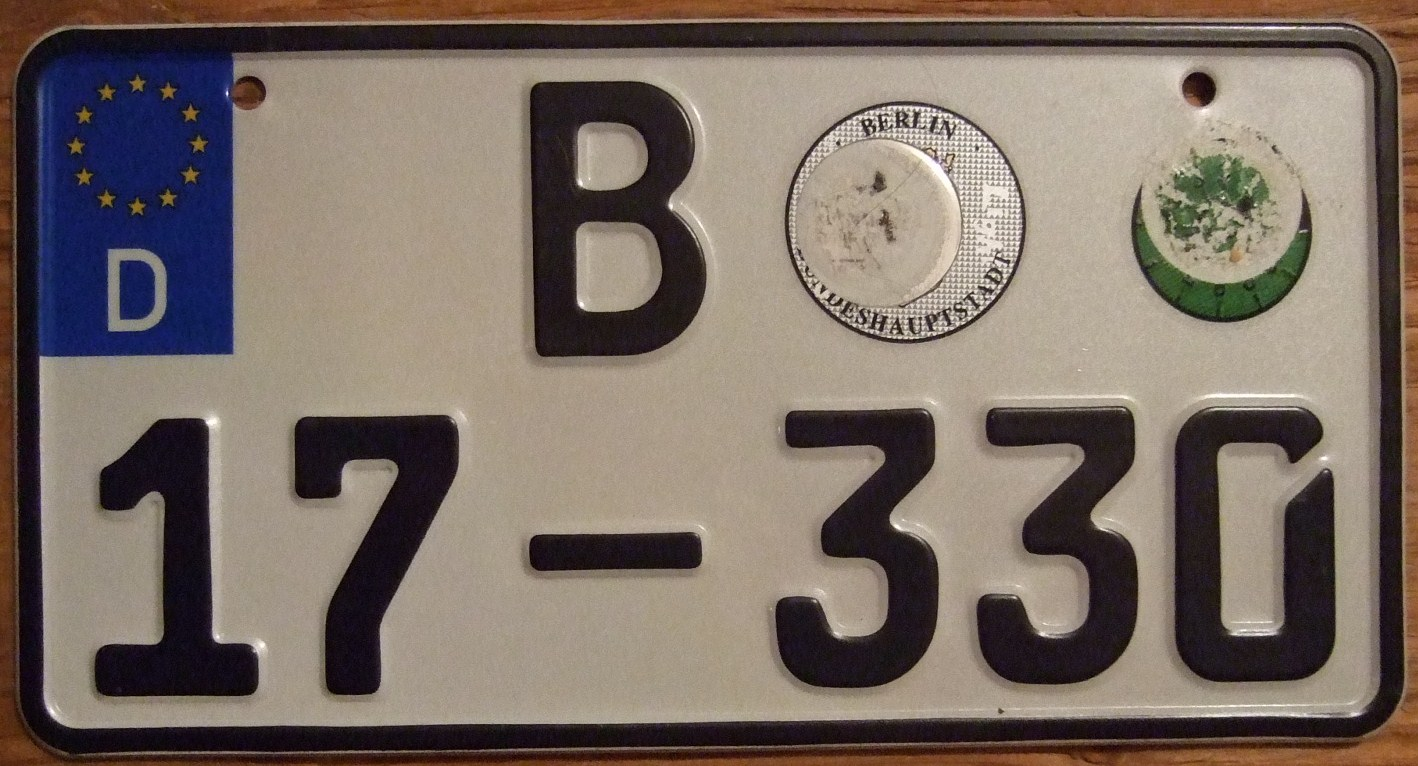
Plaque d'un véhicule de l'ambassade des États-Unis.

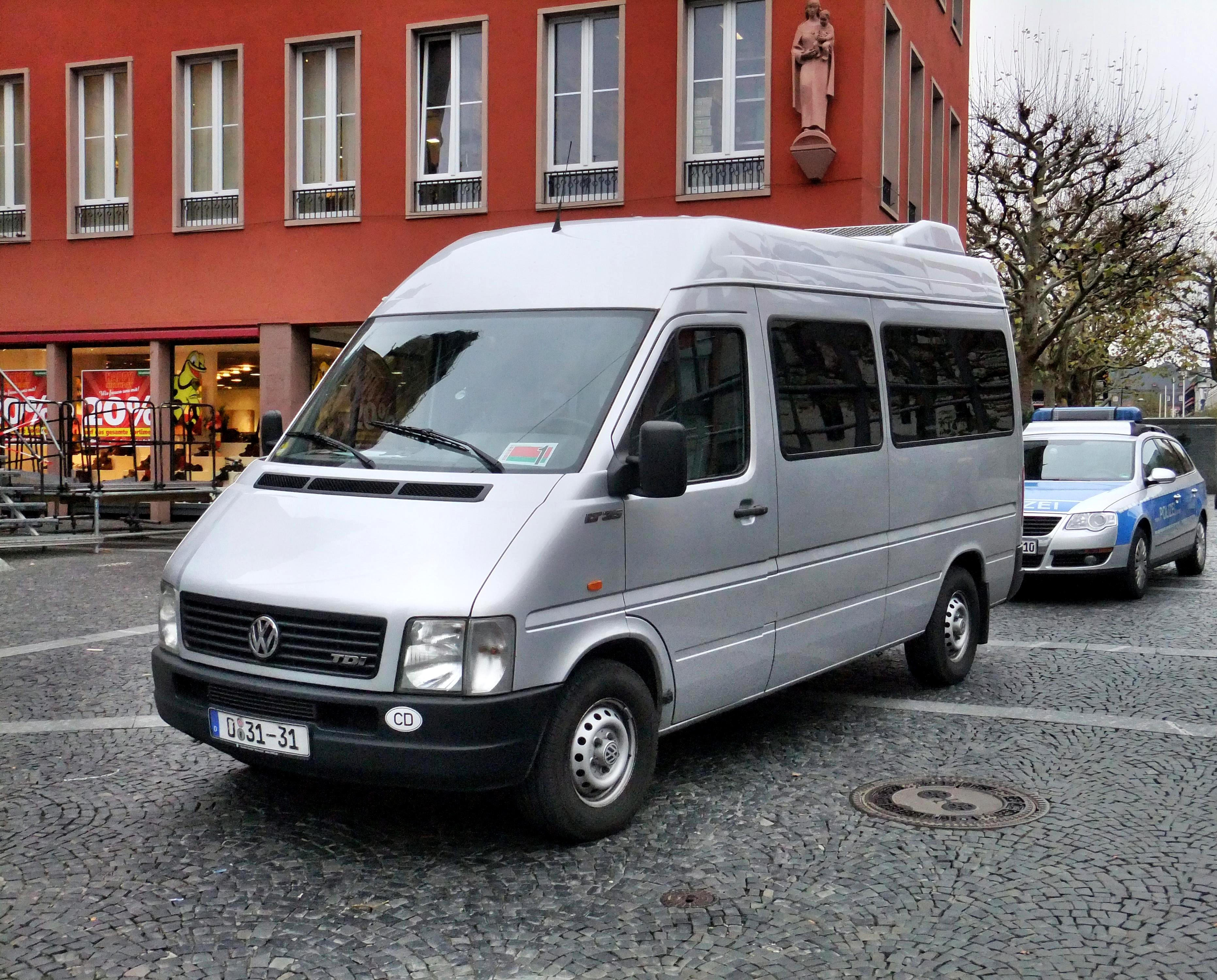
Véhicule du corps diplomatique de la Biélorussie.

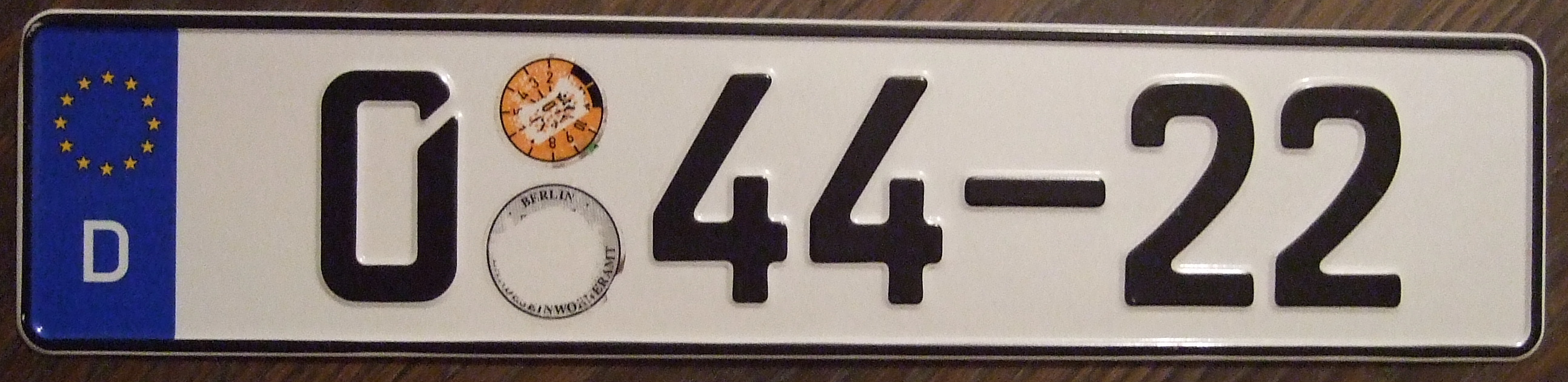
Plaque d'un véhicule de l'ambassade de Finlande.

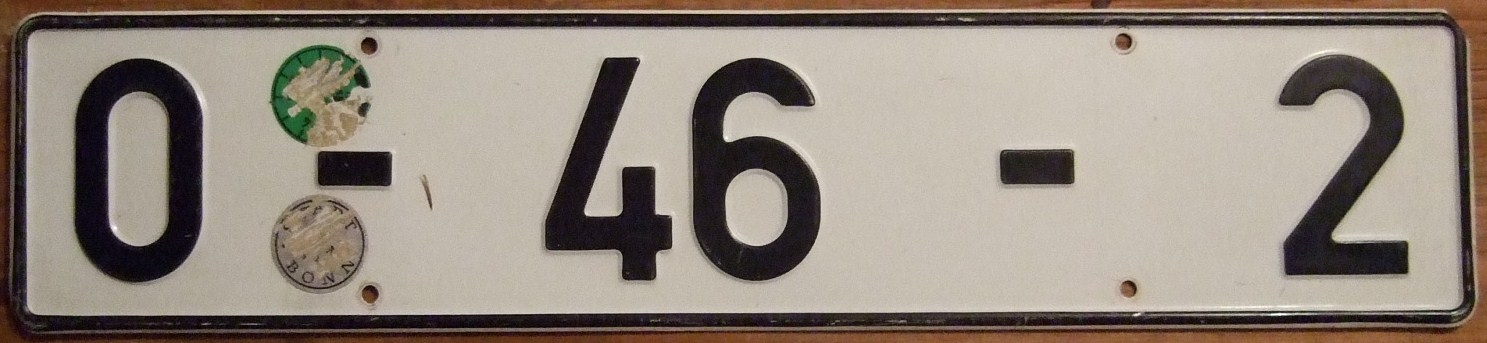
Ancienne plaque d'un véhicule de l'ambassade du Gabon.

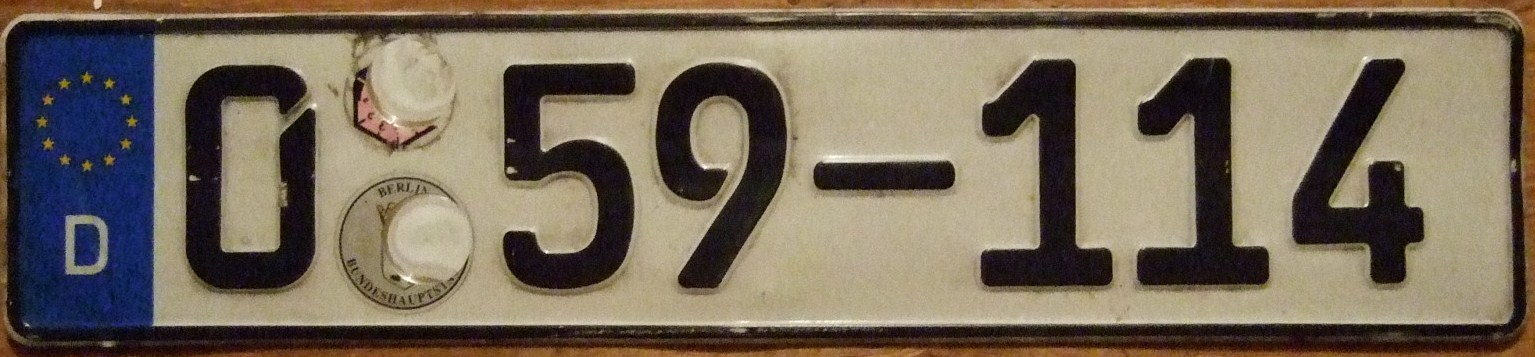
Plaque d'un véhicule de l'ambassade d'Iran.

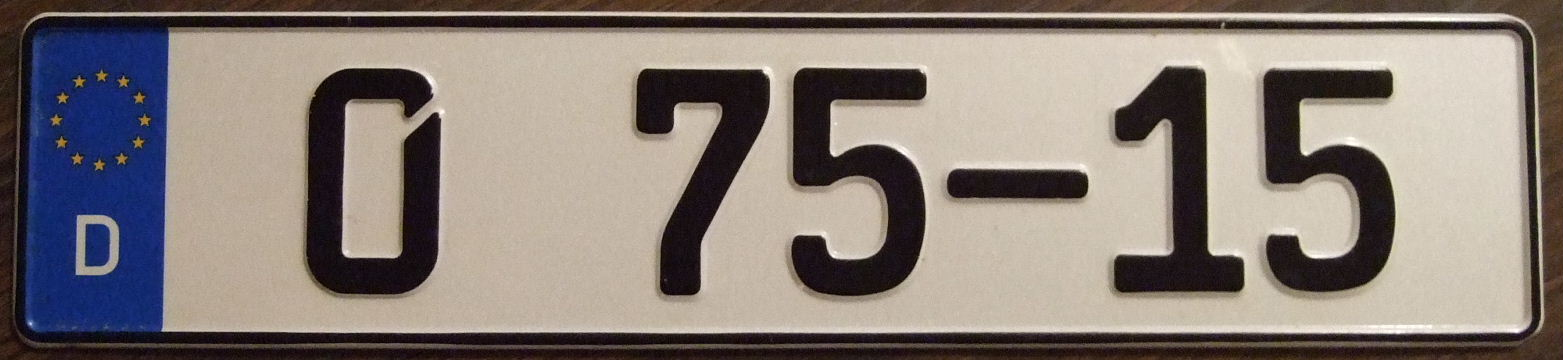
Plaque d'un véhicule de l'ambassade du Canada.

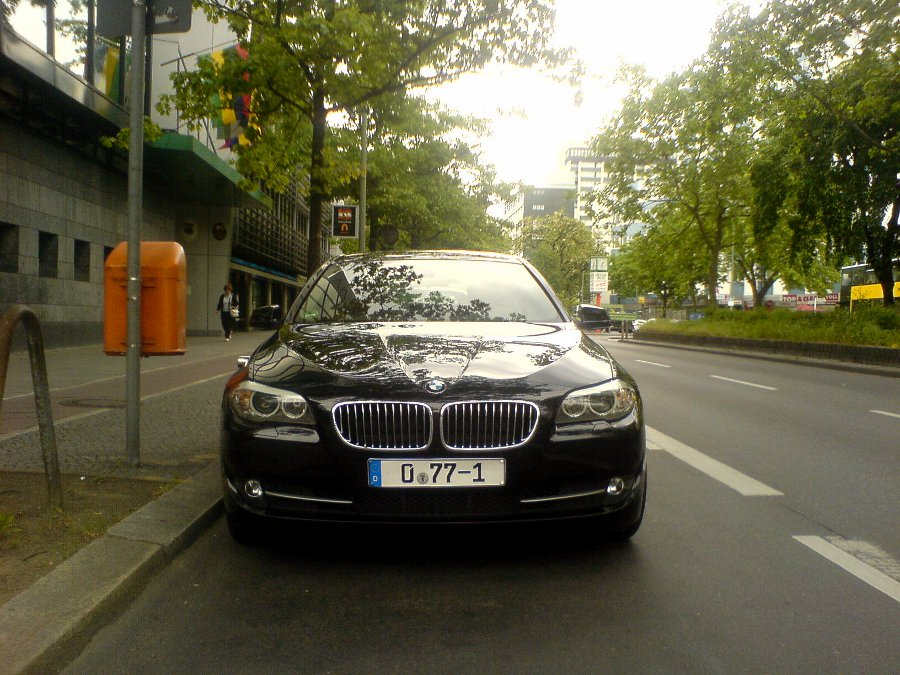
Véhicule de l'ambassadeur de Colombie.

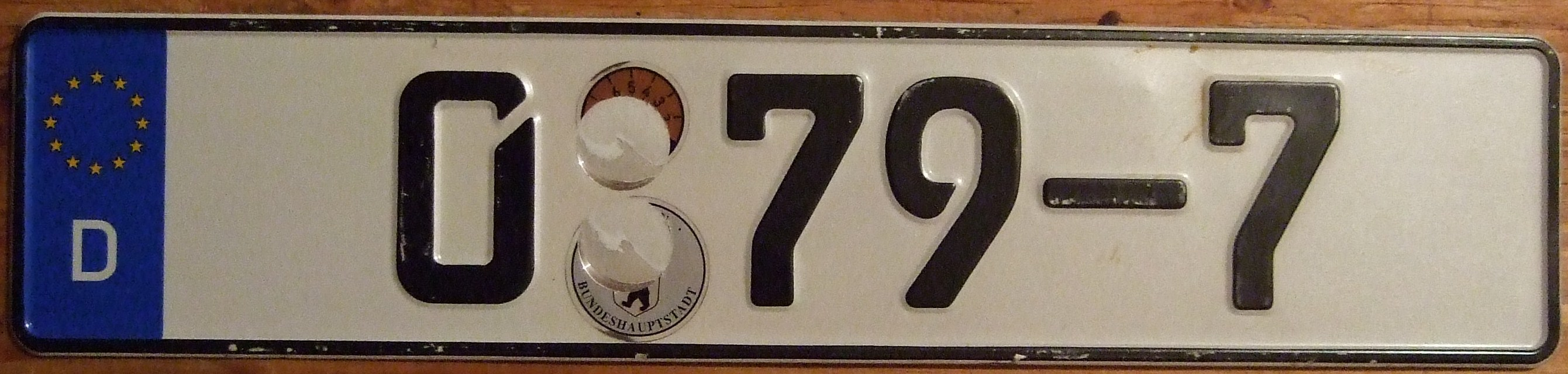
Plaque d'un véhicule de l'ambassade de Corée du Sud.

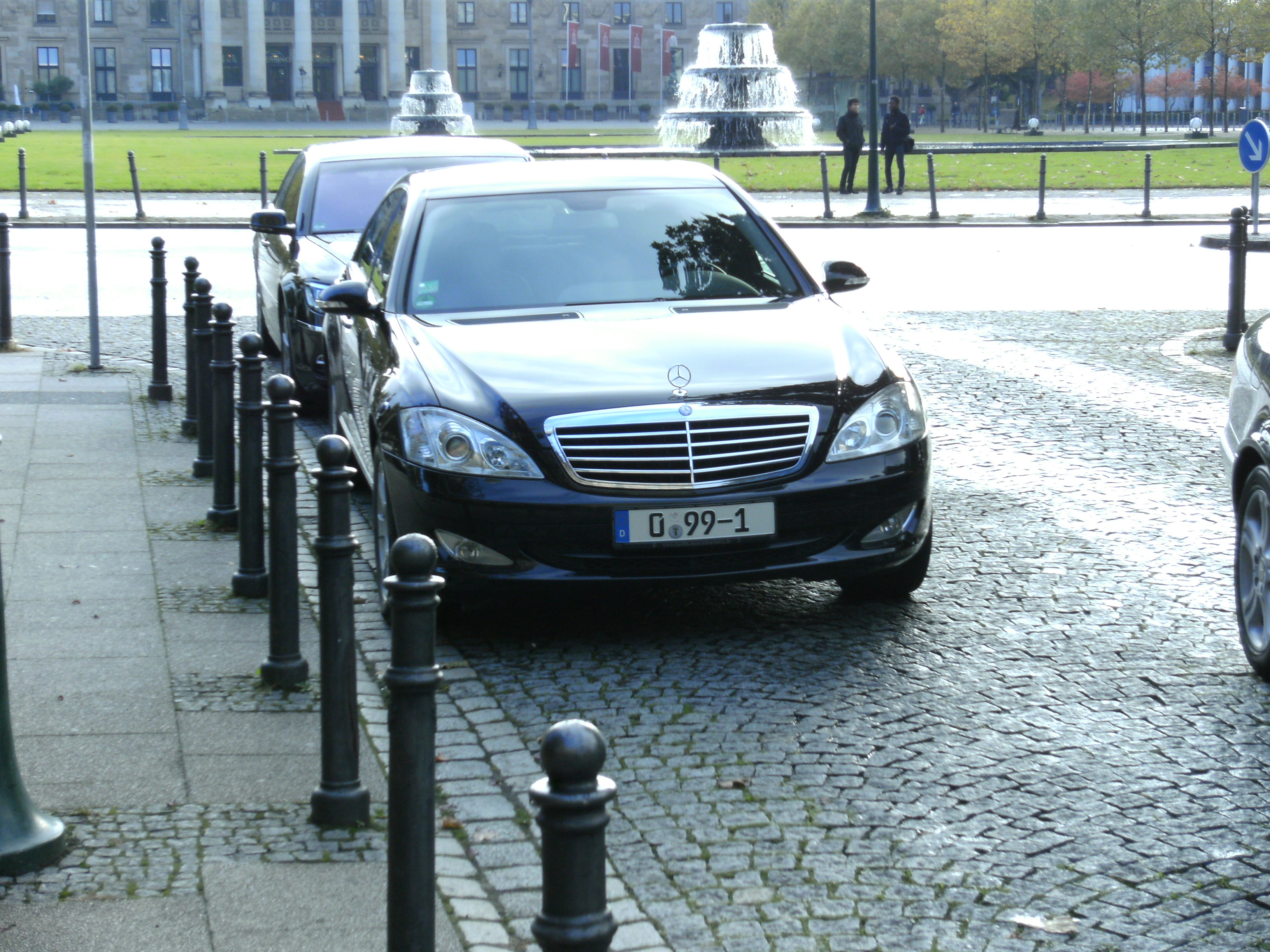
Véhicule de l'ambassadeur du Nigeria.

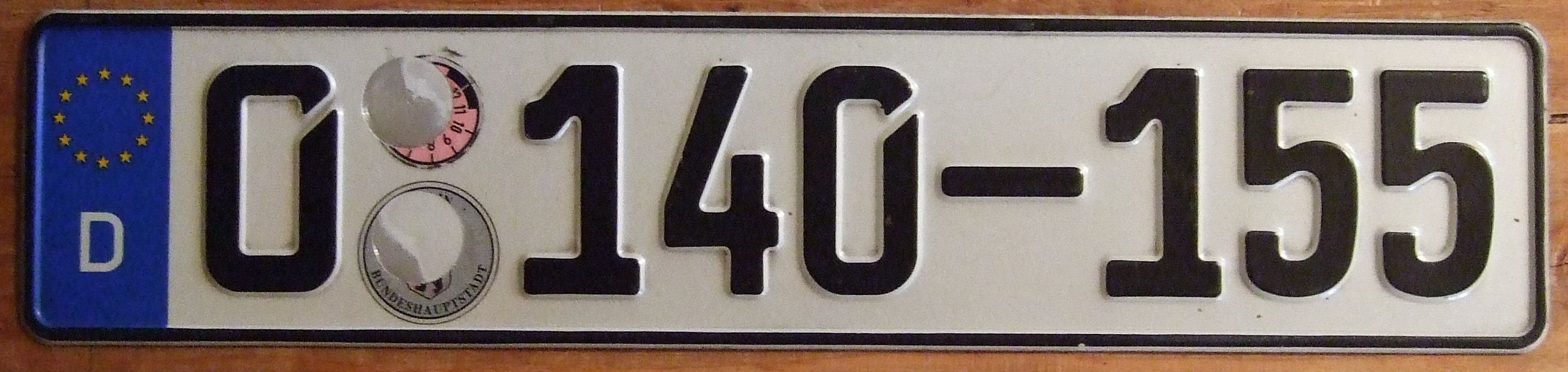
Plaque d'un véhicule de l'ambassade de Russie.

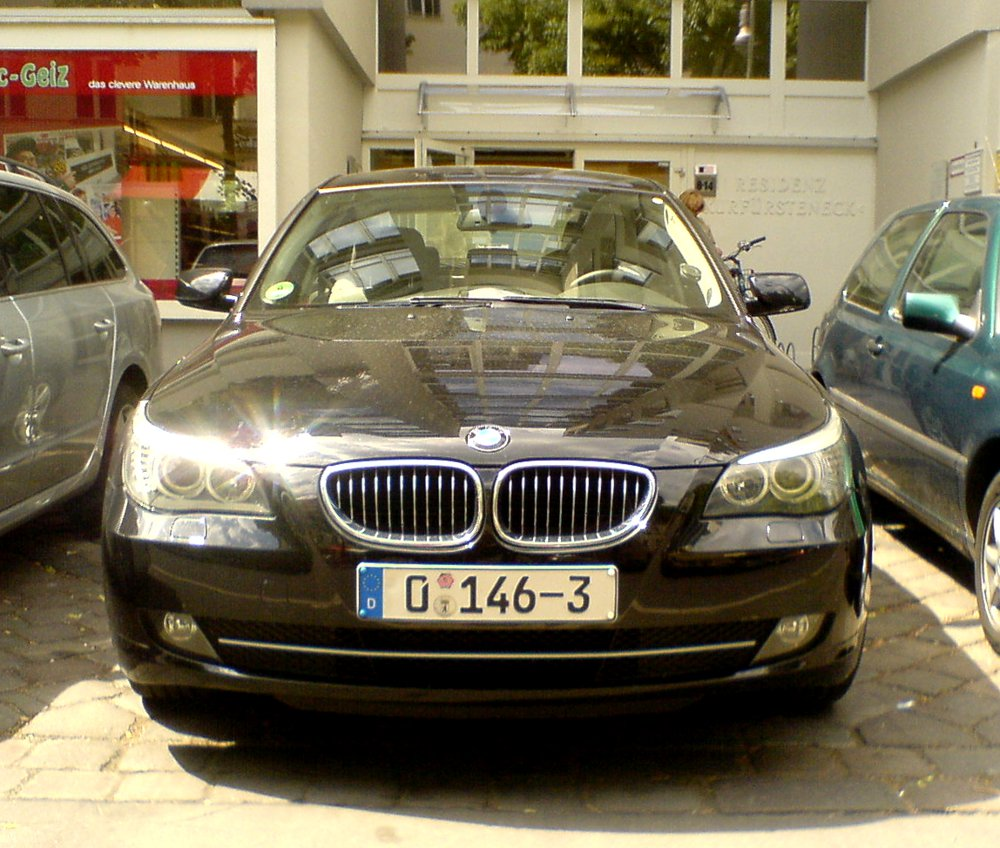
Véhicule de l'ambassade du Venezuela.

Les plaques d'immatriculation de la 2e catégorie (Personnels administratifs et techniques des ambassades) sont émises à Berlin (B-. ..) et à Bonn (BN-..). Les missions diplomatiques de la Corée du Nord, de Djibouti, de la Guinée équatoriale, du Kosovo, du Liechtenstein, de l'île Maurice et du Monténégro n'ont ce type de plaques qu'à Berlin.
| Code | Pays                             |
| ---- | -------------------------------- |
| 10   | Vatican                          |
| 11   | Égypte                           |
| 12   | Angola                           |
| 13   | Albanie                          |
| 14   | Éthiopie                         |
| 15   | Afghanistan                      |
| 16   | Algérie                          |
| 17   | États-Unis                       |
| 18   | Argentine                        |
| 19   | Australie                        |
| 20   | Bangladesh                       |
| 21   | Belgique                         |
| 22   | Brunei                           |
| 23   | Bulgarie                         |
| 24   | Birmanie                         |
| 25   | Bolivie                          |
| 26   | Brésil                           |
| 27   | Burundi                          |
| 28   | Chili                            |
| 29   | Chine                            |
| 30   | Costa Rica                       |
| 31   | Biélorussie                      |
| 32   | Bosnie-Herzégovine               |
| 33   | Guinée équatoriale               |
| 34   | Danemark                         |
| 35   | Bénin                            |
| 36   | République dominicaine           |
| 37   | Équateur                         |
| 38   | Côte d'Ivoire                    |
| 39   | Salvador                         |
| 40   | Kosovo                           |
| 41   | Estonie                          |
| 42   | Liechtenstein                    |
| 43   | Monténégro                       |
| 44   | Finlande                         |
| 45   | France                           |
| 46   | Gabon                            |
| 47   | Ghana                            |
| 48   | Grèce                            |
| 49   | Royaume-Uni                      |
| 50   | Guatemala                        |
| 51   | Guinée                           |
| 52   | Lettonie                         |
| 53   | Lituanie                         |
| 54   | Haïti                            |
| 55   | Honduras                         |
| 56   | Inde                             |
| 57   | Indonésie                        |
| 58   | Irak                             |
| 59   | Iran                             |
| 60   | Irlande                          |
| 61   | Islande                          |
| 62   | Laos                             |
| 63   | Cap-Vert                         |
| 64   | Israël                           |
| 65   | Italie                           |
| 66   | Jamaïque                         |
| 67   | Japon                            |
| 68   | Yémen                            |
| 69   | Jordanie                         |
| 70   | Serbie                           |
| 71   | Koweït                           |
| 72   | Cuba                             |
| 73   | Qatar                            |
| 74   | Cameroun                         |
| 75   | Canada                           |
| 76   | Kenya                            |
| 77   | Colombie                         |
| 78   | République du Congo              |
| 79   | Corée du Sud                     |
| 80   | Liban                            |
| 81   | Liberia                          |
| 82   | Libye                            |
| 83   | Lesotho                          |
| 84   | Luxembourg                       |
| 85   | Madagascar                       |
| 86   | Malawi                           |
| 87   | Malaisie                         |
| 88   | Mali                             |
| 89   | Maroc                            |
| 90   | Mauritanie                       |
| 91   | Mexique                          |
| 92   | Malte                            |
| 93   | Monaco                           |
| 94   | Népal                            |
| 95   | Nouvelle-Zélande                 |
| 96   | Nicaragua                        |
| 97   | Pays-Bas                         |
| 98   | Niger                            |
| 99   | Nigeria                          |
| 100  | Norvège                          |
| 101  | Mongolie                         |
| 102  | Mozambique                       |
| 103  | Oman                             |
| 104  | Burkina Faso                     |
| 105  | Autriche                         |
| 106  | Pakistan                         |
| 107  | Panama                           |
| 108  | Paraguay                         |
| 109  | Pérou                            |
| 110  | Philippines                      |
| 111  | Pologne                          |
| 112  | Portugal                         |
| 113  | Papouasie-Nouvelle-Guinée        |
| 114  | Namibie                          |
| 115  | Rwanda                           |
| 116  | Roumanie                         |
| 117  | Zambie                           |
| 118  | Arabie saoudite                  |
| 119  | Suède                            |
| 120  | Suisse                           |
| 121  | Sénégal                          |
| 122  | Sierra Leone                     |
| 123  | Singapour                        |
| 124  | Zimbabwe                         |
| 125  | Somalie                          |
| 126  | Espagne                          |
| 127  | Sri Lanka                        |
| 128  | Soudan                           |
| 129  | Afrique du Sud                   |
| 130  | Syrie                            |
| 131  | Tanzanie                         |
| 132  | Thaïlande                        |
| 133  | Togo                             |
| 134  | Tonga                            |
| 135  | République tchèque               |
| 136  | Tchad                            |
| 137  | Turquie                          |
| 138  | Tunisie                          |
| 139  | Ouganda                          |
| 140  | Russie                           |
| 141  | Uruguay                          |
| 142  | Hongrie                          |
| 143  | Ukraine                          |
| 144  | libre                            |
| 145  | libre                            |
| 146  | Venezuela                        |
| 147  | Viêt Nam                         |
| 148  | Émirats arabes unis              |
| 149  | libre                            |
| 150  | libre                            |
| 151  | République démocratique du Congo |
| 152  | République centrafricaine        |
| 153  | Chypre                           |
| 154  | Croatie                          |
| 155  | Slovénie                         |
| 156  | Azerbaïdjan                      |
| 157  | Slovaquie                        |
| 158  | Kazakhstan                       |
| 159  | Macédoine                        |
| 160  | Ouzbékistan                      |
| 161  | Érythrée                         |
| 162  | Géorgie                          |
| 163  | Tadjikistan                      |
| 164  | Bahreïn                          |
| 165  | Cambodge                         |
| 166  | Arménie                          |
| 167  | Kirghizistan                     |
| 168  | Moldavie                         |
| 169  | Turkménistan                     |
| 200  | Maurice                          |
| 201  | Corée du Nord                    |
| 202  | Djibouti                         |
| 203  | Guinée-Bissau                    |
| 204  | Soudan du Sud                    |

## Liste des codes des organisations internationales et des institutions intergouvernementales

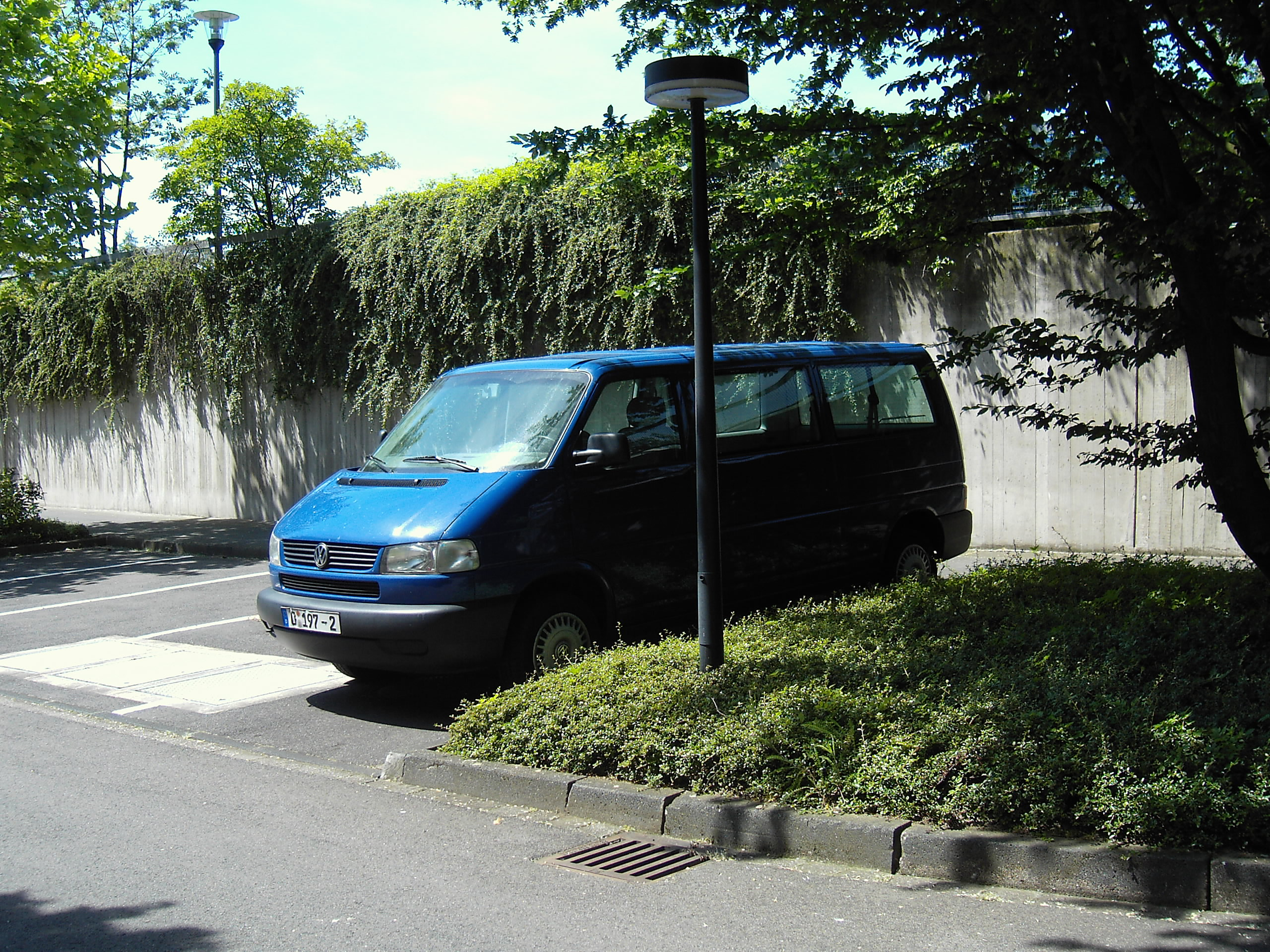
Véhicule de service du Secrétariat de la Convention des Nations unies sur la lutte contre la désertification

| Organisation | Localisation en Allemagne | Plaque des véhicules de service ou privés des membres des organisations détenteurs d'une carte d'identité diplomatique (lettre D au dos) | Plaque des véhicules de service des membres des organisations détenteurs d'une pièce d'identité spéciale rouge foncé (lettres IO au dos) ou d'un passeport de l'Organisation internationale |  |
| --- | ------------------------- | --- | --- |  |
| Organisation internationale du travail (OIT)                                                                                    | Berlin                    | 0-170- | |  |
| Banque centrale européenne (BCE)                                                                                                | Francfort                 | 0-171- | |  |
| Agence européenne de la sécurité aérienne (AESA)                                                                                | Cologne                   | | BN-172- |  |
| Haut Commissariat des Nations unies pour les réfugiés (UNHCR)                                                                   | Berlin                    | 0-173- | B- ou BN-173- |  |
| Organisation conjointe de coopération en matière d'armement (OCCAR)                                                             | Bonn                      | 0-174- | BN-174- |  |
| Organisation internationale pour les migrations (OIM)                                                                           | Berlin                    | 0-175- | BN-175- |  |
| Bureau de la Ligue arabe | Berlin                    | 0-176- | B-176- |  |
| Office franco-allemand pour la jeunesse (OFAJ)                                                                                  | Berlin                    | 0-177- | BN-177- |  |
| Centre européen d'opérations spatiales (CEOS)                                                                                   | Darmstadt                 | | BN-178- |  |
| Agence de l'OTAN pour la gestion de l'Eurofighter Typhoon et le Panavia Tornado (NETMA)                                         | Unterhaching              | | BN-179- |  |
| Observatoire européen austral (ESO)                                                                                             | Garching bei München      | 0-180- | BN-180- |  |
| Laboratoire européen de biologie moléculaire (LEBM)                                                                             | Heidelberg                | 0-181- | BN-181- |  |
| Représentation en Allemagne de la Commission européenne                                                                         |                           | | 0-182- |  |
| Office européen des brevets (OEB)                                                                                               | Munich                    | | BN-183- |  |
| Organisation de coopération et de développement économiques (OCDE)                                                              | Berlin                    | | BN-184- |  |
| Programme alimentaire mondial                                                                                                   | Berlin                    | 0-185- | B-185- |  |
| Organisation européenne pour l'exploitation des satellites météorologiques (EUMETSAT)                                           | Darmstadt                 | | BN-186- |  |
| Centre des Astronautes européens (CAE)                                                                                          | Cologne                   | | BN-187- |  |
| Institut de l'apprentissage continu de l'UNESCO                                                                                 | Hambourg                  | | BN-188- |  |
| Office germano-polonais pour la jeunesse (DPJW)                                                                                 | Potsdam                   | 0-189- | BN-189- |  |
| Banque mondiale | Francfort                 | 0-190- | |  |
| Bureau européen de l'Organisation mondiale de la santé                                                                          | Bonn                      | 0-191- | BN-191- |  |
| Secrétariat pour la conservation des espèces migratrices d'animaux sauvages du Programme des Nations unies pour l'environnement | Bonn                      | 0-192- | BN-192- |  |
| Secrétariat de la Convention-cadre des Nations unies sur les changements climatiques (UNFCCC)                                   | Bonn                      | 0-193- | BN-193- |  |
| Volontaires des Nations unies (VNU)                                                                                             | Bonn                      | 0-194- | BN-194- |  |
| Tribunal international du droit de la mer                                                                                       | Hambourg                  | 0-195- | BN-195- |  |
| Agences de l'ONU à Bonn | Bonn                      | 0-196- | BN-196- |  |
| Secrétariat de la Convention des Nations unies sur la lutte contre la désertification                                           | Bonn                      | 0-197- | BN-197- |  |
| Centre international pour la formation professionnelle de l'UNESCO                                                              | Bonn                      | 0-198- | BN-198- |  |
| Vice-rectorat de l'Université des Nations unies et Institut de recherche sur la gestion des catastrophes                        | Bonn                      | 0-199- | BN-199- |  |
| Programme des Nations unies pour les données spatiales pour la gestion des catastrophes et des interventions d'urgence          | Bonn                      | 0-300- | BN-300- |  |
| Secrétariat pour l'étude « L'économie des écosystèmes et de la biodiversité »                                                   | Bonn                      | 0-301- | BN-301- |  |
| Centre d'innovation et de technologie de l'Agence internationale de l'énergie renouvelable (IRENA)                              | Bonn                      | 0-302- | BN-302- |  |

## Pays non enregistrés
Toutes les états non reconnus par l'Allemagne (voir à ce sujet l'article États non reconnus internationalement), ceux qui n'ont pas de représentation en Allemagne ou ceux qui ne se sont pas vu attribuer de code figurent ci-dessous (voir aussi Liste des pays du monde) :
- Andorre
- Antigua-et-Barbuda
- Bahamas
- Barbade
- Belize
- Bhoutan
- Botswana
- Comores
- Cook
- Dominique
- Fidji
- Gambie
- Grenade
- Guyana
- Kiribati
- Maldives
- Ordre souverain de Malte
- Marshall
- États fédérés de Micronésie
- Nauru
- Palaos
- Saint-Christophe-et-Nevis
- Sainte-Lucie
- Saint-Marin
- Saint-Vincent-et-les-Grenadines
- Salomon
- Samoa
- Sao-Tomé-et-Principe
- Seychelles
- Suriname
- Swaziland
- Timor oriental
- Trinité-et-Tobago
- Tuvalu
- Vanuatu